# Karl XIII
Karl XIII, innan trontillträdet känd som Hertig Karl, född 26 september (g.s.) 7 oktober (n.s.) 1748 i Kungshuset, Riddarholmen i Stockholm, död 5 februari 1818 på Stockholms slott, var konung av Sverige från 1809 och Norge från 1814 till sin död. Han var även hertig av Södermanland. I Norge kallades han Karl XIII under sin levnad men har därefter ibland kallats för Karl II.
Karl XIII var son till kung Adolf Fredrik och drottning Lovisa Ulrika, bror till Gustav III och kusin till Katarina II av Ryssland. Han gifte sig 7 juli 1774 i Slottskyrkan på Stockholms slott med sin kusin Hedvig Elisabet Charlotta av Holstein-Gottorp, vars far var yngre bror till Adolf Fredrik.

## Kunglig titel
Karl XIII:s fullständiga titel på svenska löd:
Carl med Guds Nåde, Sveriges, Norges, Götes och Vendes Konung, etc.etc.etc. Hertig till Schleswig Holstein, Stormarn och Dithmarschen, Greve till Oldenburg och Delmenhorst, etc.etc.
Furstars titulatur avslutades ofta med "etc." för att markera att de även hade mindre väsentliga titlar. Antalet avslutande "etc." kunde vara upp till tre stycken. De skrevs ofta på formen "&c." det vill säga med ligaturen &, "et", från latinets "och".

## Biografi

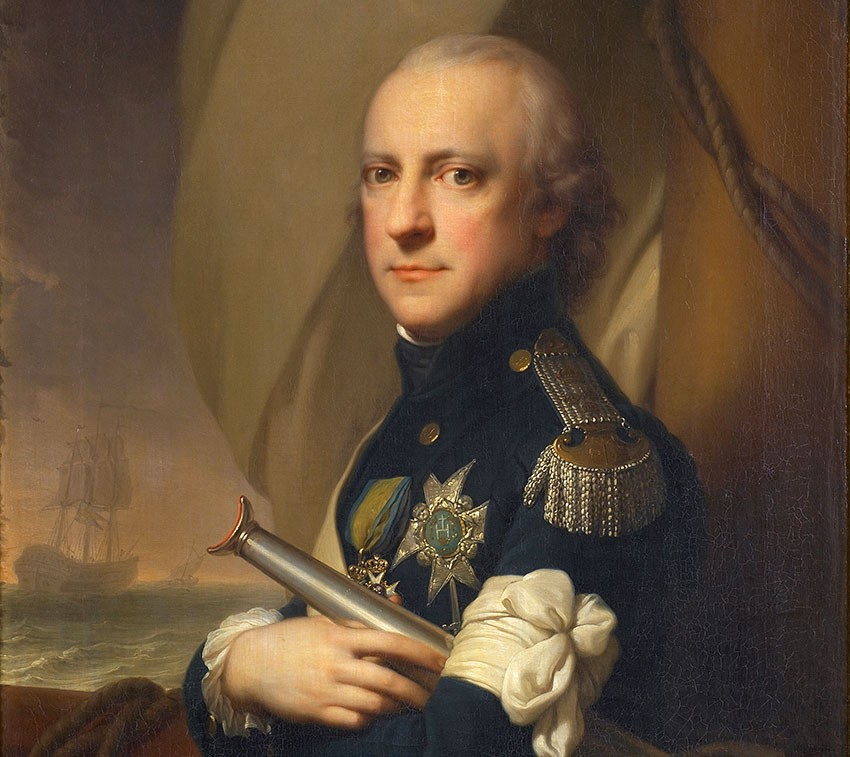
Karl, hertig av Södermanland som storamiral

Vid Karls födsel uppstod komplikationer och det var tack vare livkirurgen Herman Schützercrantzs ingripande som födseln blev lyckad. Som tack fick Schützercrantz en årlig pension. Karl utnämndes vid sitt dop till Sveriges storamiral.
Karl var under uppväxten det av Gustaf III:s syskon som stod honom närmast; han tog sin brors parti i konflikterna med modern, och hjälpte Gustaf III vid statskuppen 1772, varefter han utnämndes till hertig av Södermanland.
Karl tjänade som amiral under Gustav III:s ryska krig, och under hans kommando nådde flottan en del framgångar. Han blev också utsedd att ta kommandot över landarmén när Gustav III återvände till den västra rikshalvan för att ta itu med den danska invasionen, och lyckades hantera anjalaförbundet. Han stod sedan lojalt på kungens sida när denne vid riksdagen 1789 genomdrev Förenings- och säkerhetsakten.  Han var föremål för 1789 års sammansvärjning, som hade syfte att uppsätta honom på tronen, men den tilltänkta kuppen blev inställd sedan han nekat att delta i den.   Han stod senare i nära förbindelse med ledande personer inom oppositionen men det är omtvistat om han kände till och stödde planerna på att mörda brodern Gustav III.
Karl blev till namnet förmyndarregent för sin brorson Gustav IV Adolf år 1792, men lämnade i praktiken över makten till sin gunstling Gustaf Adolf Reuterholm.  Under förmyndarregeringen avslöjades 1793 en komplott mot att avsätta Karl i form av den Armfeltska konspirationen. Han frånträdde regeringen när brorsonen blev myndig 1796. 
Karls ende son inom äktenskapet, Karl Adolf, levde bara i en vecka. Detta kom att ha betydelse för ätten Holstein-Gottorps fortsatta historia på den svenska tronen. När Karl så småningom uppsteg på tronen, sedan brodern mördats 1792 och brorsonen Gustav IV Adolf hade avsatts och landsförvisats med fru och barn 1809, saknade han tronarvingar. Den barnlöse kungen adopterade därför först släktingen prins Karl August, också av huset Oldenburg, men efter en kort tids vistelse i Sverige avled denne plötsligt. Kungen adopterade därefter den franske marskalken Bernadotte som utan någon egen kunglig börd blev stamfar för den nuvarande kungaätten.
Gustav III:s son Gustav Adolf blev alltså först ny regent och under dennes regeringstid förlorades Finland, och Pommern blev tidvis ockuperat av Napoleon. Detta ledde till att Gustav IV Adolf avsattes. Därefter fick Karl XIII agera marionettkung och tvingades adoptera den danske prinsen Kristian August, som emellertid avled av slaganfall redan 1810, vilket orsakade stor uppståndelse och starka rykten om förgiftning. I samband med begravningståget för Kristian August genom Gamla stan i Stockholm den 20 juni 1810 mördades riksmarskalken Axel von Fersen på Riddarhustorget, anklagad av folkhopen för att ha förgiftat den danske prinsen. 
Man var tvungen att utse ny kronprins. Carl Otto Mörner sändes till Frankrike för att inhämta kejsar Napoleon I:s åsikt i tronföljdsfrågan, men agerade där på eget initiativ och sålde svenska kungakronan till den franska fältmarskalken Jean Baptiste Bernadotte. Det påstås att Karl XIII förfasade sig över att behöva adoptera en advokatson från Pau. Men han blev ganska snart nöjd med sin nye adoptivson, som fick namnet Karl Johan, och sonson.
År 1812 tog Karl Johan över regentskapet i praktiken, efter att kungen blivit allt äldre och tröttare. Karl XIII hade i slutet av 1809 drabbats av ett slaganfall och han kunde bland annat mitt under regeringssammanträden somna och förbli sovande under resten av mötet och var inte alltid medveten om vad han godkände eller avslog utan lät sig lätt påverkas av andra regeringsmedlemmar.
Karl XIII önskade, liksom många andra, att Karl Johan skulle återerövra Finland från Ryssland. Denne vände sig dock västerut. År 1814 tvingades Norge i union med Sverige, och Karl XIII utsågs till Norges kung (där han kallats Karl II, men inget tyder på att han kallades så av samtiden).
Kung Karl avled klockan 22.14 den 5 februari 1818 och efterträddes av Karl XIV Johan, som i praktiken styrt landet ända sedan kungörelsen den 27 mars 1811. Officiellt kungjordes att Karl XIII den 17 mars detta år insjuknat i bröstfeber och att han "...pröfvat nödigt att uppdraga vården om Sig och Riket åt H. K. Kron-Prinsen".
Efter att den 23–27 februari legat på lit de parade i Riddarsalen gravsattes stoftet vid en akt i Riddarholmskyrkan den 20 mars.

## Bilder

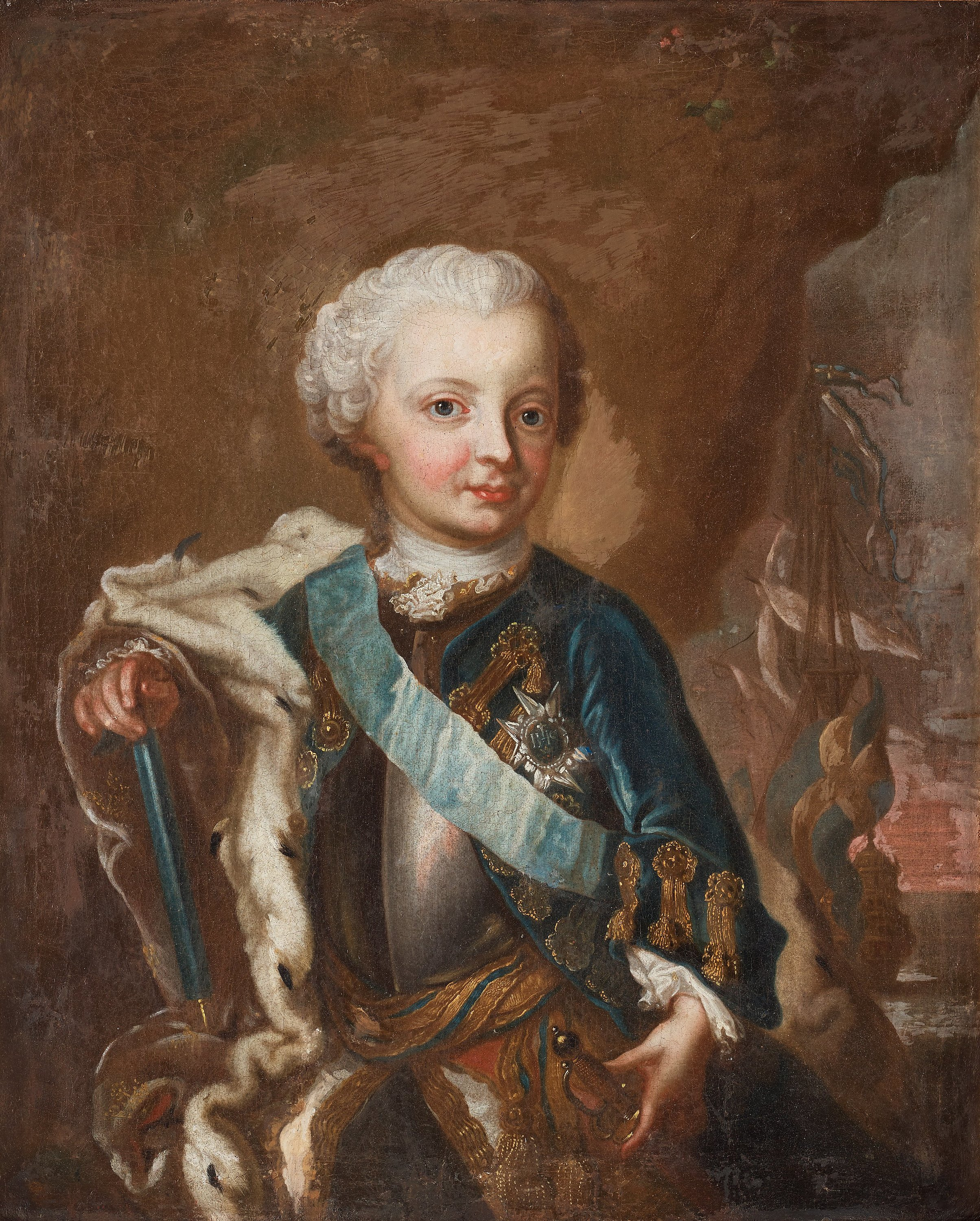
Målning av hertig Carl som barn, iklädd harnesk samt blå rock. Över högra axel en furstlig mantel i blått, samt även Serafimerordens band över bröstet och dess kraschan på vänster bröst. I högra handen en kommandostav, och i bakgrunden syns ett svenskt örlogsfartyg, detta då Carl blev utnämnd till Storamiral vid sin födsel. Målning av Jakob Björck.
Hertig Karl vid sin bror Gustav III:s kröning 1772, iklädd svensk furstlig dräkt.
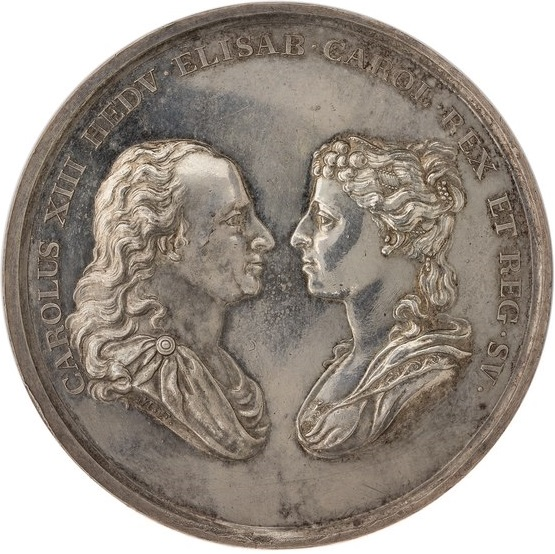
Medalj präglad till Karl XIII:s och Hedvig Elisabeth Charlottas kröning 29 juni 1809.
Silvermedalj med Karl XIII och Karl XIV Johan från 1818.
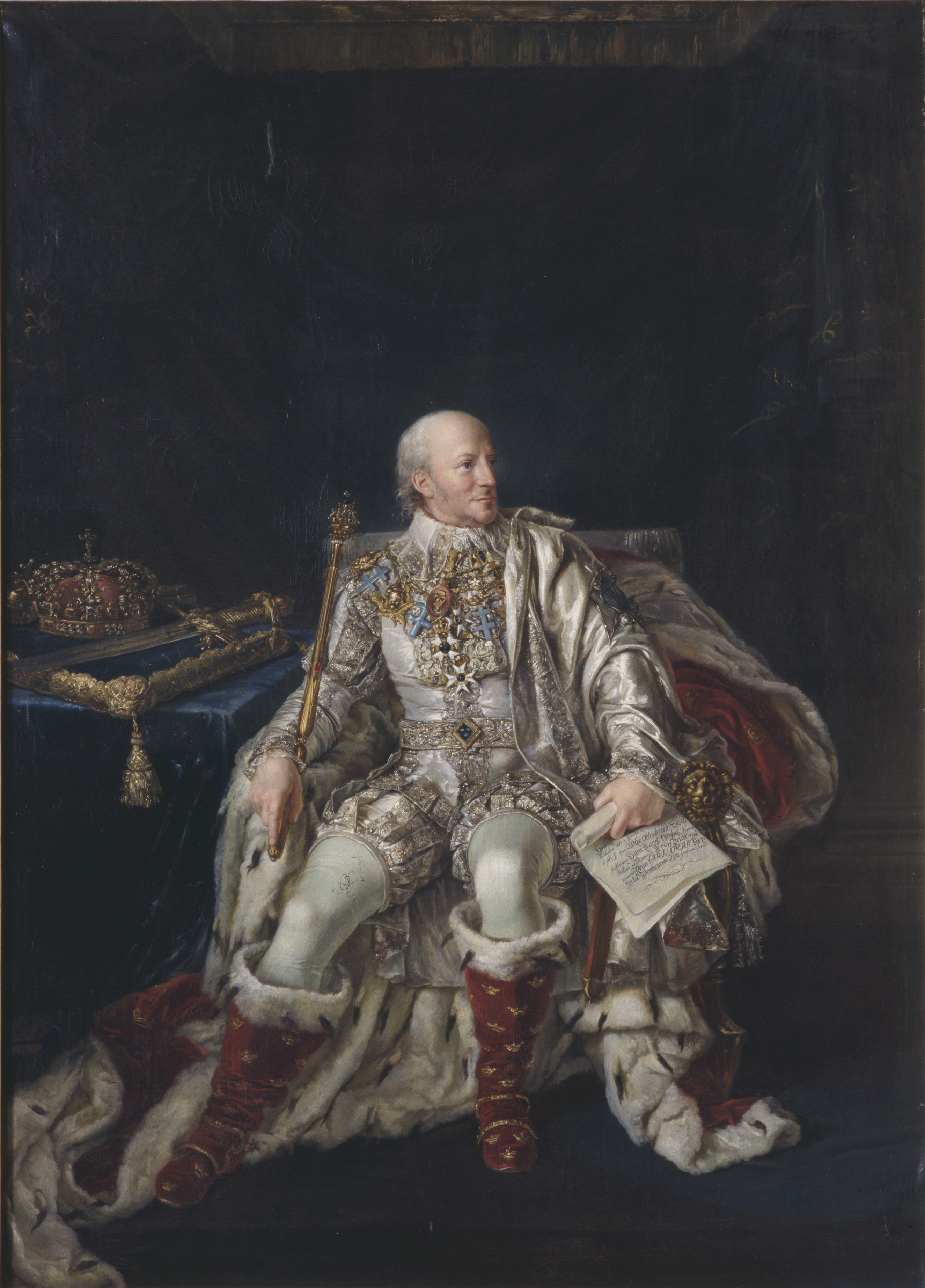
Karl XIII, målning 1813 av Per Krafft den yngre. Kungen är iklädd svensk furstlig dräkt med kungliga manteln i purpur över axeln och håller i handen adoptionshandlingen avseende prins Karl Johan.
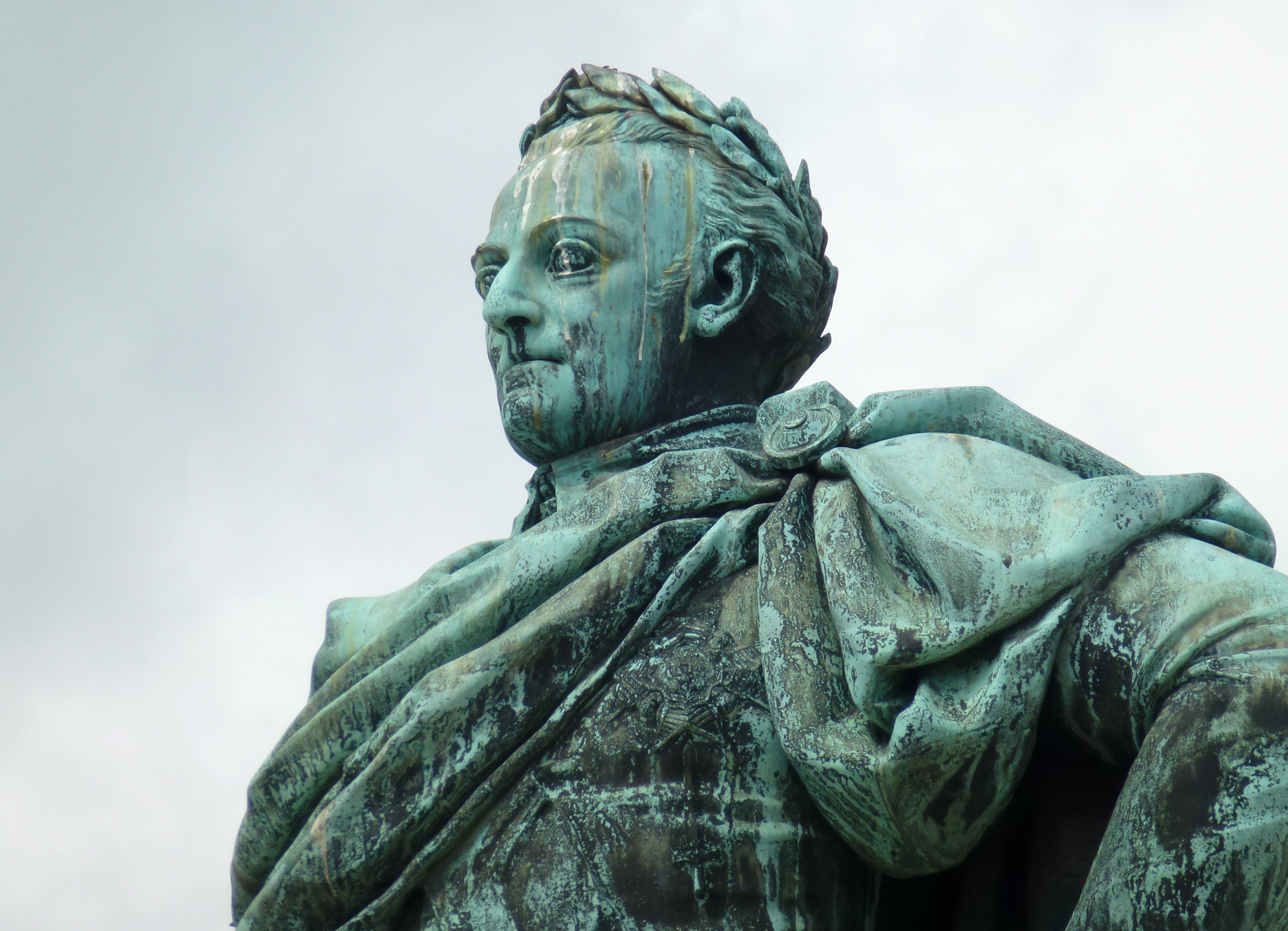
Karl XIII:s staty i Kungsträdgården, detalj.
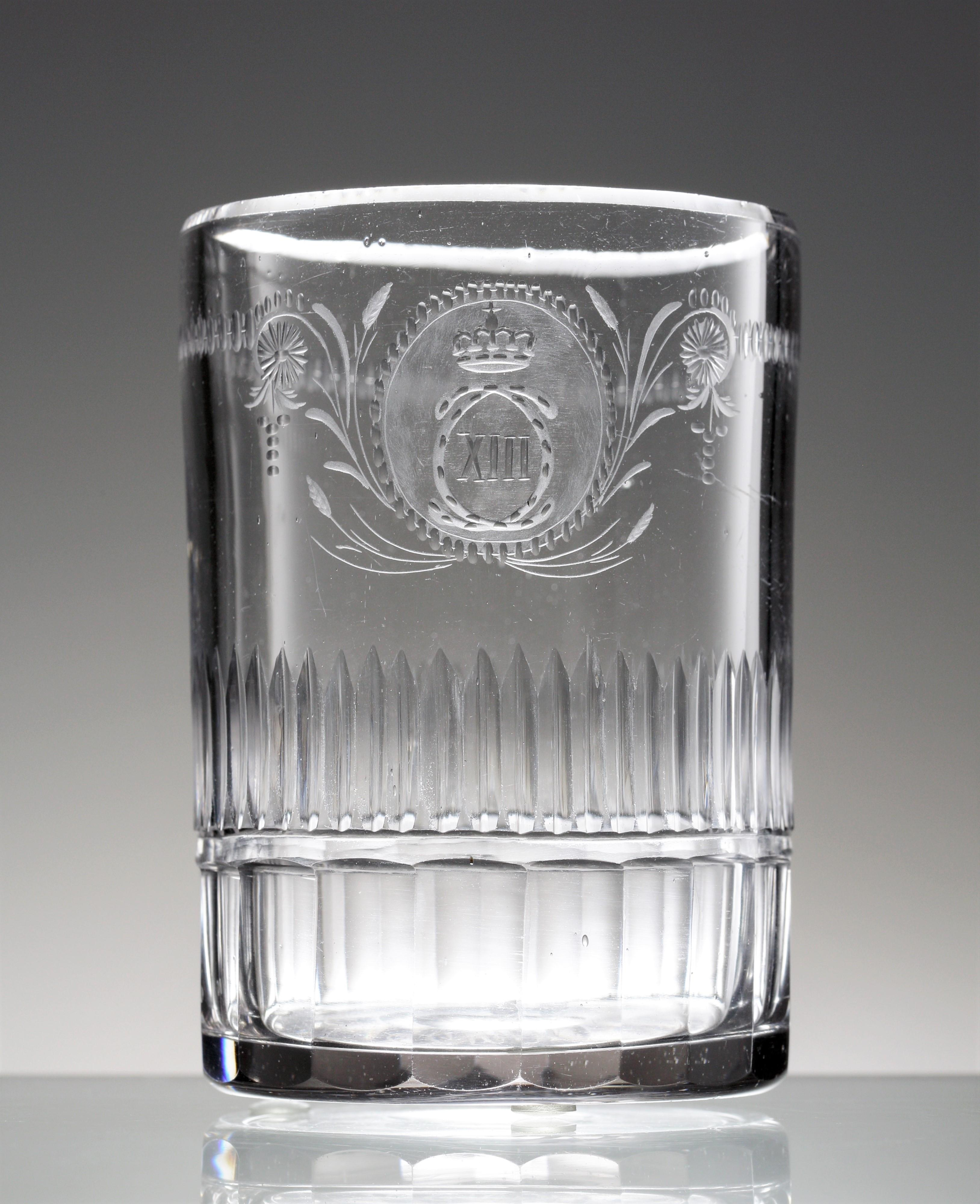
Glas tillhörande Karl XIII:s servis, graverat av Anders Spolander 1815-1818 för Reijmyre glasbruk.

## Barn
Barn med blivande drottning Charlotta:
- dödfödd dotter 2 juli 1797
- Karl Adolf, hertig av Värmland, född 3 juli 1798, död 10 juli 1798, namngiven efter fadern och farfadern

Förmodat barn med Augusta Fersen:
- Carl Axel Löwenhielm

Adoptivsöner:
- Kristian August (1768–1810), nytt namn Karl August
- Jean Baptist Jules Bernadotte (1763–1844), nytt namn Karl (XIV) Johan

## Frimureri
Kungen var mycket engagerad i Svenska Frimurare Orden. Den 7 juni 1774 valdes han, som hertig Karl, till ny ordensmästare efter Carl Friedrich Eckleff och den 30 november samma år ersatte han Carl Fredrik Scheffer som ordens stormästare. Han blev snart drivande i arbetet med att revidera och utveckla det så kallade svenska systemet som är i bruk än idag. Tillsammans med bland andra Jacob Wilhelm Tornérhielm arbetade han 1797–1800 med nya ritualer för de så kallade johannes- och andreasgraderna. Parallellt med detta tog man fram ordensstadgarna, de så kallade Ordens Allmänna Lagar. År 1811 instiftade kungen Carl XIII:s orden.

## Offentliga platser och minnesmärken

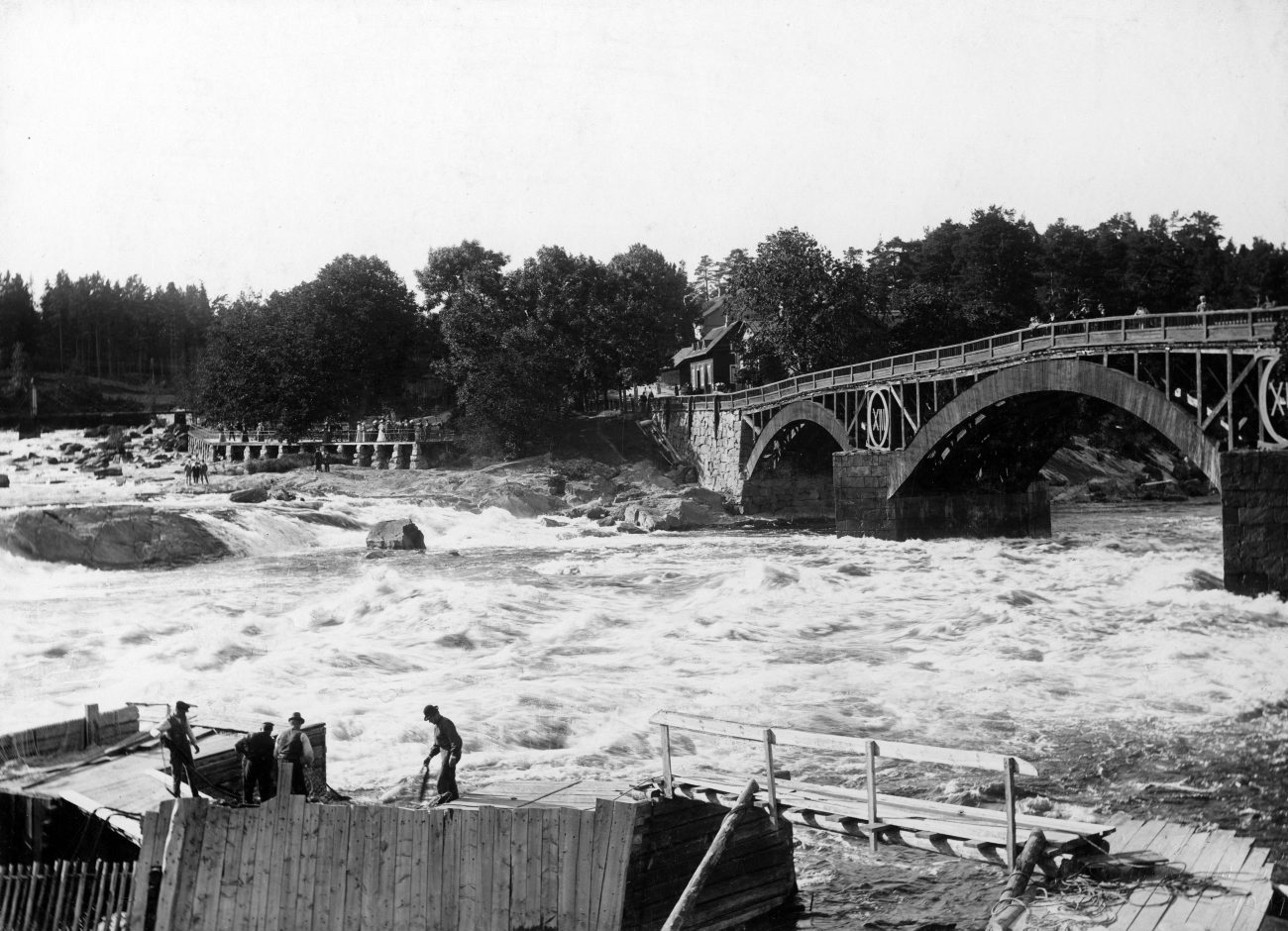
Carl XIII:s bro i Älvkarleby omkring 1900.

- Karl XIII:s staty i Hoglands park i Karlskrona
- Karl XIII:s staty i Kungsträdgården i Stockholm.
- Carl XIII:s bro som är uppkallad efter honom i Älvkarleby.

## Karl XIII:s hemgiftskapital
Ända fram till 2004 var räntan på Karl XIII:s hemgiftskapital en särskild post i den svenska statsbudgeten. Bakgrunden är att ständerna vid 1778–79 års riksdag beslöt att bevilja den dåvarande hertig Karl en hemgift i form av ett insatt kapital på 100 000 riksdaler specie, och att den årliga räntan på beloppet skulle överlämnas till hertigen. Detta fullföljdes genom ett beslut av kung Gustav III i december 1780 om att Statskontoret skulle sätta in hemgiften i bank för Riksgäldsdirektionens räkning och att Statskontoret skulle betala fem procent årlig ränta på kapitalet till hertig Karl eller hans ombud. Efter att Riksgäldskontoret inrättades 1789 överflyttades både kapitalet och skyldigheten att betala räntan till kontoret.
Efter Karl XIII:s död begärde Karl XIV Johan att ständerna fortsättningsvis skulle betala räntan till honom. Bland ständerna fanns olika åsikter om huruvida rätten till ränta var knuten till Karl XIII personligen eller om den kunde ärvas av Karl XIV Johan. Dock beslöts det vid 1817–18 års riksdag att Karl XIV Johan skulle anses ha arvsrätt till räntan, och att den i fortsättningen skulle betalas till den nye kungen. En årlig utbetalning av räntan på hemgiftskapitalet gjordes därefter till den regerande kungen ända fram till 2004, då regeringen efter samråd med hovförvaltningen föreslog att den särskilda räntebetalningen skulle avskaffas och det ordinarie anslaget till Kungliga hov- och slottsstaten skulle räknas upp i motsvarande mån. Detta godkändes av riksdagen i samband med beslutet om tilläggsbudget våren 2004. Räntan på Karl XIII:s hemgiftskapital utbetalades alltså årligen under totalt 224 år.
Efter införande av krona som myntslag år 1873 uppgick hemgiftskapitalet till 150 000 kronor, och den årliga utbetalningen av ränta till konungen var alltså på 7 500 kronor.

## Släktträd
| Furstbiskop Kristian August av Lübeck | Furstbiskop Kristian August av Lübeck | Furstbiskop Kristian August av Lübeck | Furstbiskop Kristian August av Lübeck | Furstbiskop Kristian August av Lübeck | Furstbiskop Kristian August av Lübeck |                               |                               |                               |                               |                               |                               | Markgrevinnan Albertina Fredrika av Baden Durlach | Markgrevinnan Albertina Fredrika av Baden Durlach | Markgrevinnan Albertina Fredrika av Baden Durlach | Markgrevinnan Albertina Fredrika av Baden Durlach | Markgrevinnan Albertina Fredrika av Baden Durlach | Markgrevinnan Albertina Fredrika av Baden Durlach |  |  |  |  |  |  | Kung Fredrik Vilhelm I av Preussen | Kung Fredrik Vilhelm I av Preussen | Kung Fredrik Vilhelm I av Preussen | Kung Fredrik Vilhelm I av Preussen | Kung Fredrik Vilhelm I av Preussen | Kung Fredrik Vilhelm I av Preussen |                                      |                                      |                                      |                                      |                                      |                                      | Prinsessan Sofia Dorotea av Storbritannien-Irland och Hannover | Prinsessan Sofia Dorotea av Storbritannien-Irland och Hannover | Prinsessan Sofia Dorotea av Storbritannien-Irland och Hannover | Prinsessan Sofia Dorotea av Storbritannien-Irland och Hannover | Prinsessan Sofia Dorotea av Storbritannien-Irland och Hannover | Prinsessan Sofia Dorotea av Storbritannien-Irland och Hannover |  |  |
| Furstbiskop Kristian August av Lübeck | Furstbiskop Kristian August av Lübeck | Furstbiskop Kristian August av Lübeck | Furstbiskop Kristian August av Lübeck | Furstbiskop Kristian August av Lübeck | Furstbiskop Kristian August av Lübeck |                               |                               |                               |                               |                               |                               | Markgrevinnan Albertina Fredrika av Baden Durlach | Markgrevinnan Albertina Fredrika av Baden Durlach | Markgrevinnan Albertina Fredrika av Baden Durlach | Markgrevinnan Albertina Fredrika av Baden Durlach | Markgrevinnan Albertina Fredrika av Baden Durlach | Markgrevinnan Albertina Fredrika av Baden Durlach |  |  |  |  |  |  | Kung Fredrik Vilhelm I av Preussen | Kung Fredrik Vilhelm I av Preussen | Kung Fredrik Vilhelm I av Preussen | Kung Fredrik Vilhelm I av Preussen | Kung Fredrik Vilhelm I av Preussen | Kung Fredrik Vilhelm I av Preussen |                                      |                                      |                                      |                                      |                                      |                                      | Prinsessan Sofia Dorotea av Storbritannien-Irland och Hannover | Prinsessan Sofia Dorotea av Storbritannien-Irland och Hannover | Prinsessan Sofia Dorotea av Storbritannien-Irland och Hannover | Prinsessan Sofia Dorotea av Storbritannien-Irland och Hannover | Prinsessan Sofia Dorotea av Storbritannien-Irland och Hannover | Prinsessan Sofia Dorotea av Storbritannien-Irland och Hannover |  |  |
|                                       |                                       |                                       |                                       |                                       |                                       |                               |                               |                               |                               |                               |                               |                                                   |                                                   |                                                   |                                                   |                                                   |                                                   |  |  |  |  |  |  |                                    |                                    |                                    |                                    |                                    |                                    |                                      |                                      |                                      |                                      |                                      |                                      |                                                                |                                                                |                                                                |                                                                |                                                                |                                                                |  |  |
|                                       |                                       |                                       |                                       |                                       |                                       | Kung Adolf Fredrik av Sverige | Kung Adolf Fredrik av Sverige | Kung Adolf Fredrik av Sverige | Kung Adolf Fredrik av Sverige | Kung Adolf Fredrik av Sverige | Kung Adolf Fredrik av Sverige |                                                   |                                                   |                                                   |                                                   |                                                   |                                                   |  |  |  |  |  |  |                                    |                                    |                                    |                                    |                                    |                                    | Prinsessan Lovisa Ulrika av Preussen | Prinsessan Lovisa Ulrika av Preussen | Prinsessan Lovisa Ulrika av Preussen | Prinsessan Lovisa Ulrika av Preussen | Prinsessan Lovisa Ulrika av Preussen | Prinsessan Lovisa Ulrika av Preussen |                                                                |                                                                |                                                                |                                                                |                                                                |                                                                |  |  |
|                                       |                                       |                                       |                                       |                                       |                                       | Kung Adolf Fredrik av Sverige | Kung Adolf Fredrik av Sverige | Kung Adolf Fredrik av Sverige | Kung Adolf Fredrik av Sverige | Kung Adolf Fredrik av Sverige | Kung Adolf Fredrik av Sverige |                                                   |                                                   |                                                   |                                                   |                                                   |                                                   |  |  |  |  |  |  |                                    |                                    |                                    |                                    |                                    |                                    | Prinsessan Lovisa Ulrika av Preussen | Prinsessan Lovisa Ulrika av Preussen | Prinsessan Lovisa Ulrika av Preussen | Prinsessan Lovisa Ulrika av Preussen | Prinsessan Lovisa Ulrika av Preussen | Prinsessan Lovisa Ulrika av Preussen |                                                                |                                                                |                                                                |                                                                |                                                                |                                                                |  |  |
|                                       |                                       |                                       |                                       |                                       |                                       |                               |                               |                               |                               |                               |                               |                                                   |                                                   |                                                   |                                                   |                                                   |                                                   |  |  |  |  |  |  |                                    |                                    |                                    |                                    |                                    |                                    |                                      |                                      |                                      |                                      |                                      |                                      |                                                                |                                                                |                                                                |                                                                |                                                                |                                                                |  |  |
|                                       |                                       |                                       |                                       |                                       |                                       |                               |                               |                               |                               |                               |                               |                                                   |                                                   |                                                   |                                                   |                                                   |                                                   |  |  |  |  |  |  |                                    |                                    |                                    |                                    |                                    |                                    |                                      |                                      |                                      |                                      |                                      |                                      |                                                                |                                                                |                                                                |                                                                |                                                                |                                                                |  |  |
|                                       |                                       |                                       |                                       |                                       |                                       |                               |                               |                               |                               | Kung Gustaf III               | Kung Gustaf III               | Kung Gustaf III                                   | Kung Gustaf III                                   | Kung Gustaf III                                   | Kung Gustaf III                                   |                                                   |                                                   |  |  |  |  |  |  |                                    |                                    | Karl XIII                          | Karl XIII                          | Karl XIII                          | Karl XIII                          | Karl XIII                            | Karl XIII                            |                                      |                                      |                                      |                                      |                                                                |                                                                |                                                                |                                                                |                                                                |                                                                |  |  |
|                                       |                                       |                                       |                                       |                                       |                                       |                               |                               |                               |                               | Kung Gustaf III               | Kung Gustaf III               | Kung Gustaf III                                   | Kung Gustaf III                                   | Kung Gustaf III                                   | Kung Gustaf III                                   |                                                   |                                                   |  |  |  |  |  |  |                                    |                                    | Karl XIII                          | Karl XIII                          | Karl XIII                          | Karl XIII                          | Karl XIII                            | Karl XIII                            |                                      |                                      |                                      |                                      |                                                                |                                                                |                                                                |                                                                |                                                                |                                                                |  |  |
|                                       |                                       |                                       |                                       |                                       |                                       |                               |                               |                               |                               | Kung Gustaf IV Adolf          | Kung Gustaf IV Adolf          | Kung Gustaf IV Adolf                              | Kung Gustaf IV Adolf                              | Kung Gustaf IV Adolf                              | Kung Gustaf IV Adolf                              |                                                   |                                                   |  |  |  |  |  |  |                                    |                                    | Kung Karl XIV Johan (adopterad)    | Kung Karl XIV Johan (adopterad)    | Kung Karl XIV Johan (adopterad)    | Kung Karl XIV Johan (adopterad)    | Kung Karl XIV Johan (adopterad)      | Kung Karl XIV Johan (adopterad)      |                                      |                                      |                                      |                                      |                                                                |                                                                |                                                                |                                                                |                                                                |                                                                |  |  |

## Utmärkelser
- Kungliga Serafimerorden,  26 september 1748
- Vasaorden
- Elefantorden
- Carl XIII:s orden
- Riddare av Gyllene skinnets orden
- Sankt Alexander Nevskij-orden
- Andreasorden
- Svarta örns orden

[Redigera Wikidata]